# Sammakojärvi (Pajala socken, Norrbotten)
Sammakojärvi är en sjö i Pajala kommun i Norrbotten och ingår i Torneälvens huvudavrinningsområde. Sjön har en area på 0,0495 kvadratkilometer och ligger 220 meter över havet.

## Delavrinningsområde
Sammakojärvi ingår i det delavrinningsområde (749048-181420) som SMHI kallar för Ovan Suksijoki. Medelhöjden är 201 meter över havet och ytan är 38,88 kvadratkilometer. Det finns inga avrinningsområden uppströms utan avrinningsområdet är högsta punkten. Suksijoki som avvattnar avrinningsområdet har biflödesordning 4, vilket innebär att vattnet flödar genom totalt 4 vattendrag innan det når havet efter 259 kilometer. Avrinningsområdet består mestadels av skog (54 procent) och sankmarker (44 procent). Avrinningsområdet har 0,05 kvadratkilometer vattenytor vilket ger det en sjöprocent på 0,1 procent.